# Приймасюк Тетяна Євменівна
 Приймасю́к Тетя́на Євме́нівна  нар. 1954, с. Брідок Теплицького району Вінницької області — поетеса. Член Національної спілки письменників України (2005).

## Життєпис

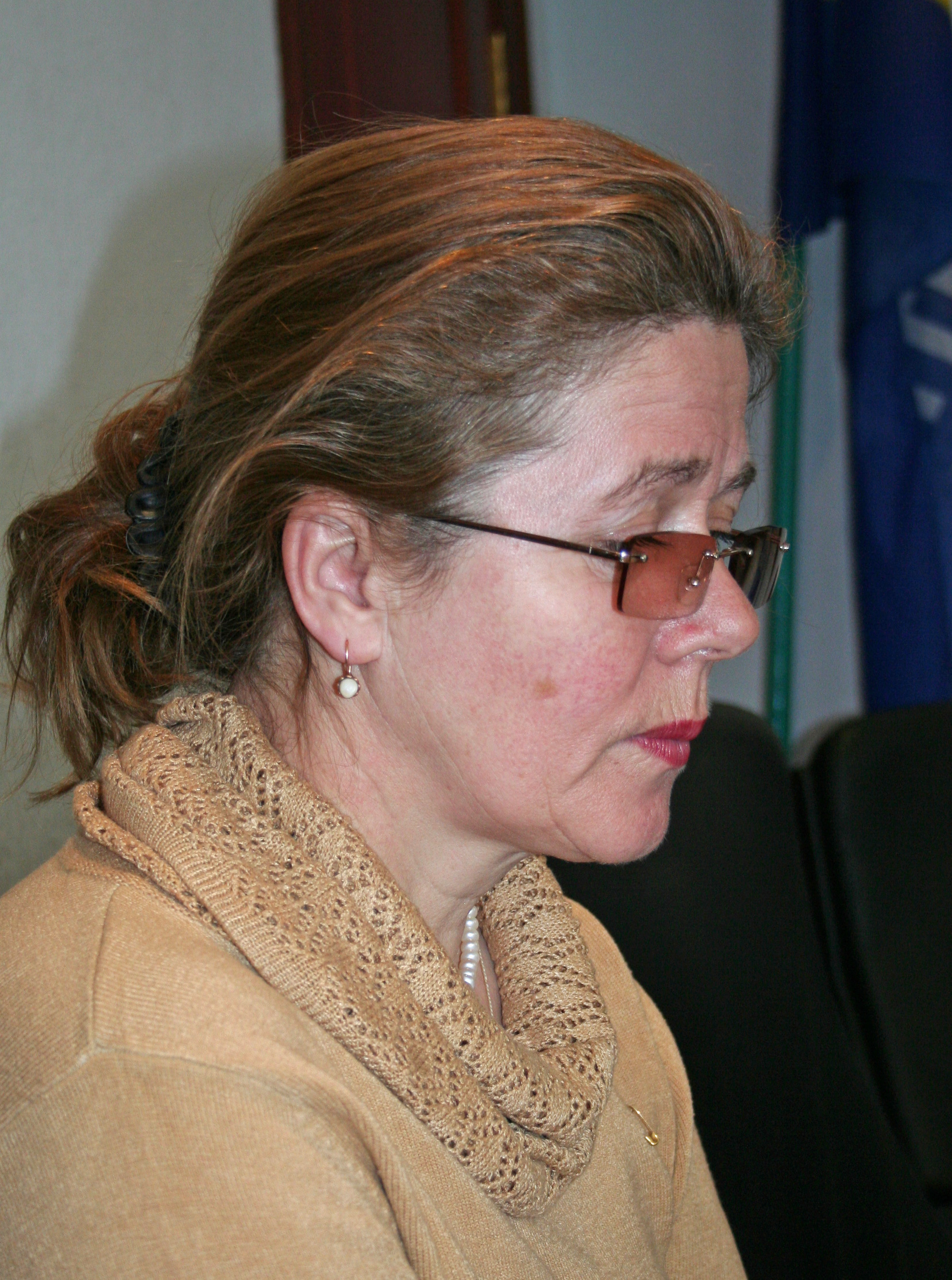
Тетяна Приймасюк

Народилась 11 вересня 1954 р. у с. Брідок Теплицького району Вінницької області у селянській родині. 
Закінчила Соболівську середню школу (1971 р.), режисерське відділення Тульчинського культосвітнього училища (1974 р.). 
Працювала художнім керівником в клубах сіл Бджільна, Петрашівка, методистом Теплицького районного будинку культури, бібліографом-краєзнавцем Теплицької районної бібліотеки, керівником районного літературно-творчого об'єднання «Дивослово» (1985–2010 рр.). Захоплюється збиранням фольклору, вишиванням, складанням пісень.

## Творчість
Писати вірші розпочала у шкільні роки. Відтоді — авторка збірок поезій:
- «Я тепло збираю по краплині» (2001);
- «Молитва душі» (2002);
- «Голос жінки» (2003);

книги для дітей — 
- «Комарик» (2008).

Твори друкувались у колективних збірках «Вруна» (1978), «Подільська пектораль» (2002), «17 вересня» (2002), «Сторожові вогні над Божою рікою» (2007), «Соняшник» (2009), «Квіт подільського слова» (2010), у періодиці.

## Нагороди
- Літературно-мистецька премія «Кришталева вишня» (2003);
- Теплицька районна премія імені Миколи Леонтовича (2007).